# 石琪
石琪（英語：Sek Kei，1946年—），原名黃志強，香港資深影評人。

## 簡歷
1964年，石琪開始在香港影評人羅卡主編的《中國學生周報》電影版投稿習寫影評。1971年獲莫圓莊（圓圓）邀約在《明報晚報》影視版撰寫專欄「電影茶座」。1988年《明報晚報》停刊，轉往《明報》日報，繼續每日一篇影評，以迄於今。
嘗攝製實驗電影（獨立短片），是60年代「香港實驗電影第一潮」主要作者，作品有《死結》（吳宇森製片、編劇、主演）、《差使》、《相殘》等。曾任「香港電影金像獎」、「珠海電影節」、台灣《中時晚報》電影獎評番委員；廉政公署社區關係處「傳播媒介小組委員會」委員。
著作有次文化堂出版的八冊《石琪影話集》。
2023年4月，與羅卡一同獲頒第41屆香港電影金像獎專業精神獎。

## 爭議
2007年8月31日，石琪因於《明報》發表一篇題為〈《穿越時空的少女》弱智〉的影評，而遭香港網民批評。

## 家庭
石琪的太太是女作家陸離（陸慶珍，86歲）。

## 外部連結
- 石琪影話 （页面存档备份，存于）
- 石琪影話 （页面存档备份，存于）
- 蘋果日報 | 副刊 | 名采 | 石琪 （页面存档备份，存于）
- 石琪影藝談的Facebook專頁
- 石琪在互联网电影资料库（IMDb）上的資料（英文）（英文）
- 在AllMovie上石琪的頁面（英文）
- 石琪在香港影庫上的簡介